# Keira Walsh
Keira Fae Walsh (sinh ngày 8 tháng 4 năm 1997) là một cầu thủ bóng đá chuyên nghiệp người Anh hiện đang thi đấu ở vị trí tiền vệ cho câu lạc bộ Barcelona và Đội tuyển bóng đá nữ quốc gia Anh.
Walsh đã trở thành một cầu thủ thường xuyên của đội một tại Manchester City trong chiến dịch năm 2014 của họ, đóng một vai trò quan trọng trong đội giành Cúp châu lục. Cô đã đại diện cho đội tuyển Anh và cho các đội cùng nhóm tuổi của họ trước khi ra mắt lần đầu tiên vào năm 2017. Cô là một phần của đội đã giành chức vô địch UEFA Women's Euro 2022 và được vinh danh là Cầu thủ của trận đấu trong trận chung kết.

## Những năm đầu
Walsh đã chơi cho đội bóng địa phương Pearson Juniors trước khi gia nhập Blackburn Rovers. Cô gia nhập Manchester City, đội bóng mà gia đình cô ủng hộ, vào năm 2014. Cô đã theo học tại trường trung học Haslingden và Bacup and Rawtenstall Grammar School Sixth Form, cả hai đều ở Rossendale.

## Sự nghiệp câu lạc bộ
Vào tháng 7 năm 2014, Walsh đã có trận ra mắt cấp cao cho Manchester City với tư cách là người dự bị trong chiến thắng 1–0 trước Notts County. Cô đóng một vai trò quan trọng trong đội vô địch Cúp Châu Lục 2014 của Man City và trở thành đội một thường xuyên vào cuối mùa giải. Vào tháng 6 năm 2015, cô đã ký hợp đồng cao cấp đầu tiên của mình với câu lạc bộ. Vào ngày 9 tháng 11 năm 2016, Walsh ghi bàn thắng đầu tiên trong chiến thắng 1–0 trước Brøndby IF trong trận lượt đi vòng 16 đội của Champions League. Hai ngày sau, cô gia hạn hợp đồng với Manchester City.
Trước mùa giải 2019–20, Walsh đã đưa ra yêu cầu chuyển nhượng trong bối cảnh Olympique Lyonnais và Atlético Madrid quan tâm. Vào ngày 29 tháng 7, cô đã rút lại yêu cầu chuyển tiền của mình. Walsh đã bị phạt thẻ đỏ trực tiếp vì phạm lỗi với Kirsty Hanson trong trận thua 0-0 của Manchester City trước Manchester United tại League Cup vào ngày 20 tháng 10 năm 2019. Walsh đã ký hợp đồng ba năm mới vào ngày 7 tháng 2 năm 2020.

## Sự nghiệp quốc tế

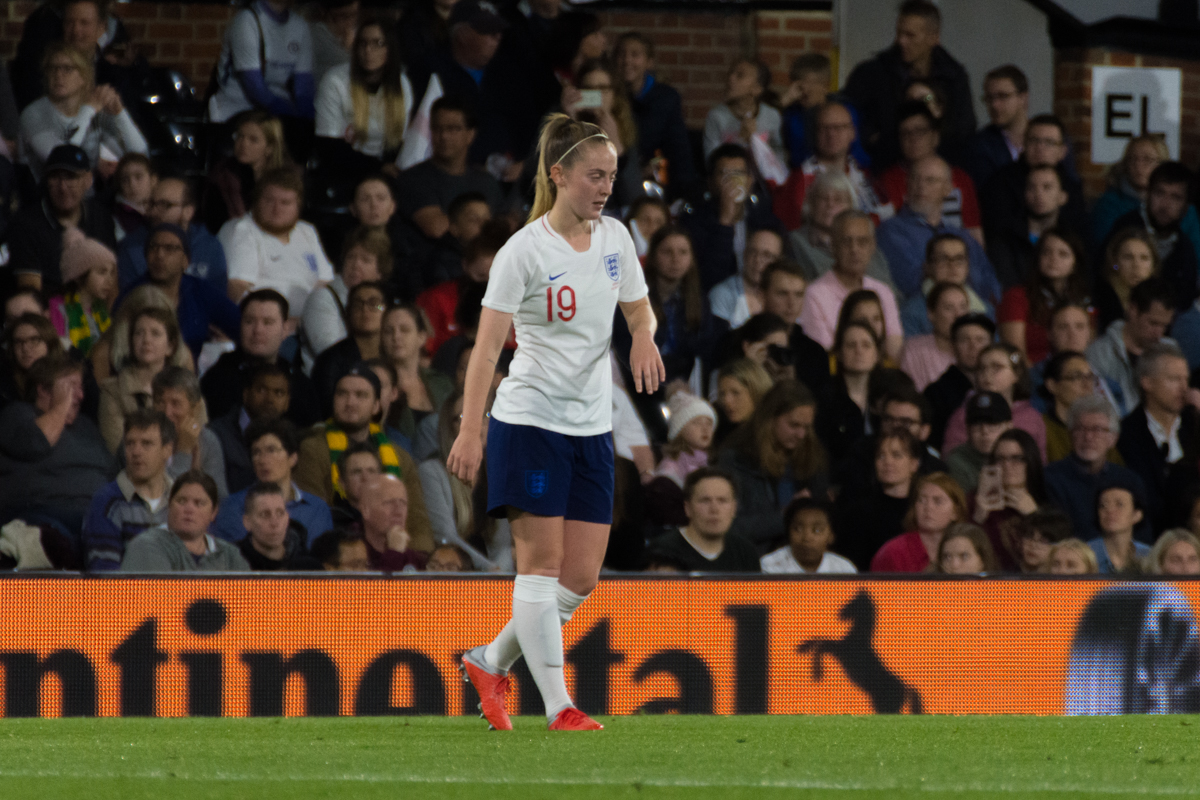
Walsh ở đội tuyển Anh năm 2018.

Vào tháng 11 năm 2009, Walsh, 12 tuổi, nhận được cuộc gọi đầu tiên vào đội hình dưới 15 tuổi. Vào tháng 11 năm 2013, cô được đặt tên trong đội hình của Giải vô địch bóng đá nữ U-17 châu Âu, nơi cô đã giúp đội tuyển Anh vượt qua vòng loại trực tiếp và cán đích ở vị trí thứ tư trong cuộc thi.
Vào tháng 11 năm 2017, Walsh được gọi vào đội tuyển Anh cấp cao.
Vào năm 2019, Walsh là một phần của đội tuyển Anh đã giành được SheBelieves Cup tại Hoa Kỳ. Cuối năm đó, Walsh được chọn là một phần của đội tuyển Anh tham dự World Cup. Là một phần của thông báo về đội hình phải đối mặt với mạng xã hội của Anh, tên của cô đã được công bố bởi DJ Monki. Sau khi bị chỉ trích nặng nề trong thời gian diễn ra World Cup, cô đã tính đến chuyện từ bỏ bóng đá, nhưng đã làm việc với các nhà tâm lý học thể thao. Cô là thành viên của đội tuyển bóng đá nữ Vương quốc Anh tại Thế vận hội mùa hè 2020 được tổ chức ở Tokyo vào năm 2021.
Vào tháng 7 năm 2022, Walsh được đưa vào đội tuyển Anh giành chức vô địch UEFA Women's Euro 2022, cung cấp đường chuyền thành bàn đầu tiên cho đội tuyển Anh của Ella Toone ở phút thứ 62 của trận chung kết với Đức. Cô được vinh danh là Cầu thủ của trận đấu trong trận chung kết.

## Thống kê sự nghiệp

### Câu lạc bộ
Tính đến trận đấu diễn ra ngày 7 tháng 11 năm 2020
| Câu lạc bộ        | Mùa giải          | Liên đoàn         | Liên đoàn | Liên đoàn | Cúp FA   | Cúp FA    | Cúp Liên đoàn | Cúp Liên đoàn | Châu Âu  | Châu Âu   | Khác     | Khác      | Tổng     | Tổng      |
| Câu lạc bộ        | Mùa giải          | Phân công         | Ứng dụng  | Bàn thắng | Ứng dụng | Bàn thắng | Ứng dụng      | Bàn thắng     | Ứng dụng | Bàn thắng | Ứng dụng | Bàn thắng | Ứng dụng | Bàn thắng |
| ----------------- | ----------------- | ----------------- | --------- | --------- | -------- | --------- | ------------- | ------------- | -------- | --------- | -------- | --------- | -------- | --------- |
| Manchester City   | 2014              | WSL 1             | 7         | 0         | 0        | 0         | 1             | 0             | —        | —         | —        | —         | 8        | 0         |
| Manchester City   | 2015              | WSL 1             | 6         | 0         | 0        | 0         | 3             | 0             | —        | —         | —        | —         | 9        | 0         |
| Manchester City   | 2016              | WSL 1             | 8         | 0         | 0        | 0         | 4             | 0             | 8        | 1         | —        | —         | 20       | 1         |
| Manchester City   | 2017              | WSL 1             | 8         | 0         | 3        | 0         | 0             | 0             | —        | —         | —        | —         | 11       | 0         |
| Manchester City   | 2017–18           | WSL 1             | 18        | 0         | 1        | 0         | 6             | 0             | 8        | 0         | —        | —         | 33       | 0         |
| Manchester City   | 2018–19           | WSL               | 19        | 1         | 5        | 1         | 7             | 0             | 2        | 0         | —        | —         | 33       | 2         |
| Manchester City   | 2019–20           | WSL               | 14        | 2         | 5        | 0         | 5             | 0             | 4        | 0         | —        | —         | 28       | 2         |
| Manchester City   | 2020–21           | WSL               | 20        | 2         | 4        | 0         | 3             | 0             | 5        | 0         | 1        | 0         | 33       | 2         |
| Manchester City   | 2021–22           | WSL               | 14        | 1         | 2        | 0         | 6             | 0             | 0        | 0         | —        | —         | 22       | 1         |
| Tổng số sự nghiệp | Tổng số sự nghiệp | Tổng số sự nghiệp | 114       | 6         | 20       | 1         | 36            | 0             | 27       | 1         | 1        | 0         | 197      | 8         |

1. ↑  Bao gồm FA Women's Cup
2. ↑  Bao gồm WSL Cup/Women's League Cup
3. ↑  Bao gồm UEFA Women's Champions League
4. ↑  Xuất hiện trong FA Women's Community Shield

## Danh dự
Manchester City
- FA Women's League Cup: 2014, 2016, 2018–19, 2021–22
- FA Women's Super League: 2016
- FA Women's Cup: 2016–17, 2018–19, 2019–20

Đội tuyển Anh
- UEFA Women's Championship: 2022[25]
- SheBelieves Cup: 2019[16]
- Arnold Clark Cup: 2022[26]